# Александровка (Майнский район)
Александровка — деревня в Майнском районе Ульяновской области России. Входит в состав Игнатовского городского поселения.

## География
Деревня находится в центральной части Ульяновской области, в зоне хвойно-широколиственных лесов, в пределах Приволжской возвышенности, на правом берегу реки Гущи, на расстоянии примерно 17 километров (по прямой) к юго-востоку от Майны, административного центра района. Абсолютная высота — 145 метров над уровнем моря.
Климат
Климат характеризуется как умеренно континентальный, с тёплым летом и умеренно холодной зимой. Среднегодовая температура воздуха — 4 — 4,2 °С. Средняя температура воздуха самого тёплого месяца (июля) — 19,5 °C ; самого холодного (января) — −11,8 °C. Среднегодовое количество атмосферных осадков составляет 310—460 мм, из которых большая часть (242—313 мм) выпадает в тёплый период.
Часовой пояс
Деревня Александровка, как и вся Ульяновская область, находится в часовой зоне МСК+1. Смещение применяемого времени относительно UTC составляет +4:00.

## История
В 1929 году в деревне был создан колхоз имени П. Л. Войкова. В 1948 году местный колхоз был объединён с колхозами «Красное поле» (Карлинское) и «Искра» (посёлок Искра) и получил название «Путь к коммунизму».

## Население
| 2010 |
| ---- |
| 21   |

Национальный состав
Согласно результатам переписи 2002 года, в национальной структуре населения русские составляли 96 % из 24 чел.